# 황재연 (바둑 기사)
황재연(黃宰淵, 1995년 4월 8일 ~ )은 대한민국의 바둑 기사이다.

## 약력
충암고등학교 재학 중이던 2011년 제130회 일반인 입단대회를 통해 입단하였다. 2011년 제39기 하이원리조트배 명인전 통합 예선에서 이세돌 9단을 이기고 본선 16강에 진출했다. 2012년 2단을 거쳐 2014년 2월에 3단으로 승단하였다. 2014년 제19기 박카스배 천원전 본선 16강에 올랐다. 같은해 제1회 이민배 세계바둑신예최강전 본선 32강에 진출했지만 양딩신에게 져서 탈락했다. 2020년 5단으로 승단했다.